# Chapelle Saint-Cloud
La chapelle Saint-Cloud est une chapelle située à Villeneuve-Saint-Salves, en France.

## Localisation
La chapelle est située dans le département français de l'Yonne, sur la commune de Villeneuve-Saint-Salves.

## Historique
L'édifice est inscrit au titre des monuments historiques en 1984.